# Rodrigo de la Serna
Lionel Rodrigo de la Serna Chevalier (Buenos Aires, 18 de abril de 1976) é um ator e músico argentino.
Em 2004 venceu o Condor de Prata para melhor ator e o Independent Spirit Award para "Best Debut Performance" (Melhor Performance de Estréia), por seu papel no filme Diários de Motocicleta. Neste filme, desempenhou o papel de Alberto Granado, o companheiro de viagem de Che Guevara durante seus oito meses de longa jornada através da América do Sul.
Entre seus papéis mais marcantes têm o jovem Ricardo na série Okupas, José María Lombardo (Lombardito) em El Puntero, o libertador José de San Martín em Revolución: El cruce de los Andes, o Papa Francisco na biografia Llámame Francisco e o assaltante Palermo na série La Casa de Papel, da Netflix.

## Carreira
Cresceu no bairro de Belgrano. Desde pequeno se interessou pelo teatro e participava das peças de teatro de sua escola. Quando terminou os estudos, já trabalhava profissionalmente fazendo peças infantis como Bonicleta e a obra Nosferatu, de Griselda Gambaro.
Em 1995 começou sua carreira televisiva na série Cibersix do canal Telefé e depois em Naranja y Media, também pelo mesmo canal. Posteriormente participou de ¿Son o se hacen?, do Canal 9. Em 1999 entrou para a Pol-ka, a conhecida produtora de Adrián Suar, para atuar em Campeones (seu personagem se chamava Goyo) e também em Calientes. Também foi namorado de Ines Estévez em Vulnerables, seria na qual participou dos últimos 5 capítulos. Neste mesmo ano, realizou uma pequena participação no filme de Juan José Campanella El mismo amor, la misma lluvia. Rodrigo De La Serna ficou mais conhecido graças à minissérie Okupas (Canal 7), que contava a vida de bairros marginais, onde era o protagonista.
Em 2000, ele também participou em alguns capítulos de Tiempo Final (Telefé). Nesse mesmo ano, ele estrelou o filme Nueces para el amor, de Alberto Lecchi. No ano seguinte, ele estrelou o filme Gallito Ciego, juntamente com Gustavo Garzón. Em 2003, voltou à televisão para a minissérie Sol Negro, onde atuou ao lado do ator Carlos Belloso.
Em 2004 alcançou reconhecimento internacional graças ao papel de Alberto Granado no filme Motorcycle Diaries, cuja figura principal era o ator mexicano Gael García Bernal como o lendário revolucionário Ernesto Che Guevara, antes de ser o "Che". Por seu papel, Rodrigo ganhou um prêmio Silver Condor de "Melhor Ator Principal" e um Prêmio Independent Spirit por "melhor desempenho de estréia". De la Serna confirmou que ele é um parente distante de Che Guevara.
Durante 2005, participou de alguns capítulos de Botines, transmitido pelo Canal 13. No ano seguinte, ele atuou no aclamado filme Chronicle of a Fugue, que se concentra no ano de 1977 e conta a verdadeira história do goleiro de futebol Claudio Tamburrini, sequestrado durante a última ditadura militar argentina. Nesse mesmo ano, ele estrelou a minissérie Hermanos y Detetives (Telefé) junto com o pequeno Rodrigo Noya, de apenas 11 anos, como seu meio-irmão. Cada capítulo se concentra em um caso de detetive diferente a ser resolvido.
Em 2007 participou do filme El Torcan, baseado na vida do cantor de tango Luis Cardei, interpretando Fontana, o guitarrista que acompanhou Cardei em suas performances nas cantinas. Juntamente com Osqui Guzmán (tocando Luis Cardei), eles gravam o tango Viejo Baldío ao vivo e isso ficou registrado no filme.
Em 2011 obteve o Konex Diploma of Merit Award como um dos 5 melhores atores de cinema da década, ganhou o prêmio Martín Fierro de "Melhor ator principal em uma unidade e / ou minissérie" e atuou em El Puntero onde interpretou o protagonista Lombardo, a força de choque de El Gitano (Julio Chávez) no bairro e que se esforça para obter a aprovação de seu referente político. Seu personagem Lombardito também é apaixonado por La Pochi (Bárbara Lombardo). O programa foi transmitido no Canal 13, às quartas-feiras, às 23:00.
Protagonizou a obra Lluvia Constante en Paseo La Plaza junto ao ator Joaquín Furriel. A obra estreou em 11 de janeiro de 2012. Nesse ano, a peça foi selecionada para representar a Argentina no Iberoamerican Theatre Festival, em Bogotá. 
Em 2016 protagonizou a minissérie biográfica sobre Jorge Bergoglio (Papa Francisco), titulada Llámame Francisco.
Em 2018 foi protagonista, junto a Luis Tosar, da comedia Yucatán de Daniel Monzón.
Em 2019 estreou-se na Parte 3 da série La Casa de Papel, interpretando a personagem de Martín Berrote / Palermo, ao lado de Úrsula Corberó, Álvaro Morte, Itziar Ituño, Pedro Alonso, Alba Flores, Jaime Lorente e Miguel Herrán. O ator viu uma possível conexão entre o nome de seu personagem Martín Berrote / Palermo e a lenda do futebol argentino do Boca Juniors Martín Palermo.
Rodrigo também faz parte do grupo chamado "El Yotivenco" (Conventillo ao contrário), com o qual lançou um álbum. Disponível em plataformas musicais.

## Filmografia
| Ano       | Filme/Série                       | Personagem               | Notas     |
| --------- | --------------------------------- | ------------------------ | --------- |
| 1995      | Cibersix                          |                          |           |
| 1995      | Naranja y Media                   |                          |           |
| 1999      | O Mesmo Amor, a Mesma Chuva       |                          |           |
| 1999      | Campeones                         | Goyo                     |           |
| 1999      | Calientes                         |                          |           |
| 2000      | Nueces para el amor               |                          |           |
| 2000      | Okupas                            | Ricardo                  | Principal |
| 2001      | Gallito Ciego                     | Facundo                  |           |
| 2004      | Diários de Motocicleta            | Alberto Granado          | Principal |
| 2006      | Hermanos y detectives             |                          |           |
| 2006      | Crônica de Uma Fuga               | Claudio Tamburrini       |           |
| 2009      | Tetro                             |                          |           |
| 2010      | Revolución: El cruce de los Andes | San Martín               | Principal |
| 2011      | Mía                               | Manuel                   | Principal |
| 2011      | El Puntero                        | Lombardo ("Lombardito")  | Principal |
| 2015      | Pode Me Chamar de Francisco       | Papa Francisco           | Principal |
| 2015      | Camino a La Paz                   |                          |           |
| 2016      | Cem Anos de Perdão                | Uruguayo                 |           |
| 2016      | Inseparáveis                      | Tito                     | Principal |
| 2018      | El Lobista                        | Matías Franco            | Principal |
| 2018      | Yucatán                           |                          |           |
| 2019      | Furtive (Al Acecho)               |                          | Principal |
| 2019-2021 | La Casa de Papel                  | Martín Berrote / Palermo | Principal |